# Kaurojärvi
Kaurojärvi är en sjö i Finland. Den ligger i kommunen Kuhmo i landskapet Kajanaland, i den östra delen av landet, 500 km nordost om huvudstaden Helsingfors. Kaurojärvi ligger 188,7 meter över havet. Den är 9,8 meter djup. Arean är 2,29 kvadratkilometer och strandlinjen är 9,59 kilometer lång. Sjön  ingår i Uleälvens huvudavrinningsområde.   Den sträcker sig 2,7 kilometer i nord-sydlig riktning, och 3,5 kilometer i öst-västlig riktning.
I övrigt finns följande vid Kaurojärvi:
- Iso Palosenjärvi (en sjö)
- Nuolijärvi (en sjö)
- Oilingaisenpuro (ett vattendrag)
- Säynäjärvi (en sjö)